# Корнешти (Муреш)
Корнешти (рум. Cornești) насеље је у Румунији у округу Муреш у општини Адамуш. Oпштина се налази на надморској висини од 296 m.

## Становништво
Према подацима из 2002. године у насељу је живело 1335 становника.

### Попис2002.
| Расподела становништва по националности 2002.‍ | Расподела становништва по националности 2002.‍ | Расподела становништва по националности 2002.‍ | Расподела становништва по националности 2002.‍ | Расподела становништва по националности 2002.‍ |
| --------------------------------------------- | --------------------------------------------- | --------------------------------------------- | --------------------------------------------- | --------------------------------------------- |
|                                               |                                               |                                               |                                               |                                               |
| Румуни                                        | Румуни                                        |                                               | 846                                           | 63,5%                                         |
| Мађари                                        | Мађари                                        |                                               | 361                                           | 27,1%                                         |
| Роми                                          | Роми                                          |                                               | 126                                           | 9,5%                                          |